# فرانسیسکو توماس گارسیا
فرانسیسکو توماس گارسیا (اسپانیایی: Francisco Tomás García‎؛ زادهٔ ۵ نوامبر ۱۹۷۵) دوچرخه‌سوار اهل اسپانیا است.
از باشگاه‌هایی که در آن رکاب زده‌است می‌توان به ویتالیسیو سگوروس و تیم اونسه اشاره کرد.